# Алексей Орлов
Алексей Григориевич Орлов е руски държавен и военен деятел, генерал-аншеф, от обкръжението на императрица Екатерина II, брат на нейния фаворит граф Григорий Орлов.

## Биография
Произлиза от дворянския род Орлови. Баща му Григорий Орлов е бил губернатор на Новгородска губерния.
След като завършва образованието си в Сухопътния корпус, започва военна кариера в Лейбгвардейския Преображенски полк, става сержант през 1762 г. 
Участва в преврата от 1762 г., когато е свален император Петър III и на негово място е възкачена съпругата му императрица Екатерина II. Има хипотеза, че именно той е убил Петър III скоро след това. Екатерина го удостоява с титлата граф, както и с повишение в чин генерал-майор.
По време на Руско-турската война от 1768 – 1774 г. командва средиземноморската ескадра на руския флот и в Битката при Чешме нанася катастрофално поражение на турския флот.
При следващия император Павел I, син на сваления император Петър III, Орлов емигрира в Дрезден с дъщеря си, но се връща след възцаряването на  Александър I през 1801 г. и се установява в Москва, където живее в двореца Нескучное.
Умира през 1807 г. в Москва.